# سیارک ۵۹۹۰
سیارک ۵۹۹۰ (به انگلیسی: 5990 Panticapaeon، نامگذاری:1977EO) پنج هزار و نهصد و نودمین سیارک کشف شده‌است که در ۹ مارس ۱۹۷۷ کشف شد.
قدر مطلق سیارک برابر ۱۳٫۶۰ است.